# Dărvaș, Teleorman
Dărvaș este un sat în comuna Bujoreni din județul Teleorman, Muntenia, România. Se află în partea de est a județului, în Câmpia Găvanu-Burdea. La recensământul din 2002 avea 0 locuitori.